# 巴羅因弗內斯
巴羅因弗內斯（英語：Barrow-in-Furness）是英國英格蘭坎布里亞郡的一座濱海小城，在歷史上曾屬於蘭開夏郡。2011年，巴羅因弗內斯的人口達57,000人，是坎布里亞郡內僅次於卡萊爾的第二大城市。